# Сеітумер Емін
Сейтумер Емін  (крим. Seitümer Emin, повне ім'я — Сеїтуме́р Гафа́р оглу́ Емін, крим. Seitümer Ğafar oğlu Emin; *15 травня 1921, с. Албат, Кримська АРСР, тепер с. Куйбишеве, Бахчисарайський район, АРК, Україна — 21 березня 2004, Новоросійськ, Росія) — кримськотатарський поет і прозаїк, активний учасник національного руху кримських татар; заслужений діяч мистецтв України.

## Біографія

### Дитинство
Сейтумер Емін народився 15 травня 1921 року в селі Албат (нині Куйбишеве). У семирічному віці не стало його батька. Після його смерті Сейтумер працював пастухом, а також допомагав матері у колгоспі.
Середню школу Сейтумер закінчив у селі Біюк-Озенбаш (нині Щасливе). Його наставниками були такі кримськотатарські діячі, як Осман Баликчі та Усеїн Асан, які прищепили майбутньому поету любов до Криму і свого народу. Пізніше вони були репресовані й розстріляні, що вплинуло на Емінова.

### Юність. Друга світова війна. Початок творчої діяльності. Депортація
По закінченні школи Сейтумер Емін працював у газеті «Ударник», яка видавалась у Криму, а потім у кримськотатарській газеті «Къызыл Къырым» («Червоний Крым»). Невдовзі відкрився його творчий талант. Свій перший вірш «Друзі, у дорогу!» він опублікував у газеті «Ударник».
З початком Другої світової війни пішов на фронт добровольцем. З десантом висадився в Одесі, де брав участь у обороні міста. З Одеси був евакуйований у Севастополь, узяв участь у боях за місто. Оборона Севастополя вплинула на його творчість: зокрема, він написав вірш «Денъиз ве Ана» («Море і мама»), присвячений цій події. 
В останні дні оборони був поранений і потрапив у шпиталь. Після того, як вилікувався, був направлений до Туапсе. У боях за місто його повторно тяжко поранили, а відтак визнали непридатним для служби у армії, але й це не зупинило поета: він добився дозволу партизанити, адже кримці активно брали участь у партизанському руху в Криму. У Сочі, де перебував штаб партизанського руху Криму, він познайомився з Джеппаром Акімовим, Рефатом Мустафаєвим і Шамілем Алядіним. За бойові заслуги у Великій Вітчизняній війні Сейтумер Емін, згідно з одним джерелом, був нагороджений чотирнадцятьма орденами і медалями; згідно з іншими, — вісьмома медалями
Після визволення Криму у середині квітня 1944 року продовжив роботу у газеті. Однак 18 травня, попри фронтові заслуги, Еміна разом з усім кримськотатарським народом депортували з Криму до Узбекистану. Сейтумер Емін потрапив у місто Бекабад. Працював на будівництві Фархадської ГЕС. Невдовзі з його ініціативи на будівництві організували відділ культури, керувати яким доручили теж йому. При центральному клубі створили театр-ансамбль. Вищу освіту здобув у Середньозійському університеті.

### Участь у національному русі й подальша творчість
Невдовзі Сейтумер Емін долучився до  кримськотатарського національного руху, став одним з активних його організаторів. Працював директором кінотеатру «Жовтень». У місті, де проживало чимало кримців, він проводив зустрічі з поетами і письменниками. Попри заборону радянської влади й під погрозою покарання на цих зустрічах поети зі сцени читали вірші про Крим, часто  рідною мовою.
У 1967—1972 роках працював редактором кримськотатарської літератури видавництва мистецької літератури імені Гафура Гуляма в Ташкенті. Світ побачили його книги віршів, поем і перекладів: «Беяз чечеклер» («Білі квіти»), «Атешли куньлер» («Полум'яні роки»). У газетах і журналах публікували його повісті «Козьлеринде кедер сездим» («Я відчув у твоїх очах тривогу»), «Чамлар шувулдагъанда» («Коли шумлять тополі»), «Яврумда Салгъырнынъ бою» («На березі Салгіра»), «Къар тюбюнде къалгъан топракъ» («Земля, що лишилася під снігом»), «Бульбульнинъ эляк олувы» («Загибель солов'я»), оповідання «О кузь чечеклерини північ эди» («Любов до осінніх квітів»), «Хатырлав» («Спогади»). 
У 1967 році Сейтумер Емін був прийнятий у члени Спілки письменників СРСР, а наступного (1968) року — в члени Спілки журналістів СРСР. Як учасник національного руху, писав патріотичні твори про Крим як кримськотатарською, так російською мовами.
На початку 1970-х Емін через участь у національному русі був змушений покинути свою роботу й колишнє місце проживання. Переселившись ближче до Криму, в Новоросійськ, він продовжив участь у національному русі кримських татар, працював вантажником, писав, публікувався у різних видавництвах. Оскільки друкувати свої твори кримськотатарською в Новоросійську ані можливості, ні сенсу не було, та й не було в місті кримських татар, Емін почав писати російською. Вийшли такі його твори: «Опалённые волны», «Дорога», «Голоса», «Горы», «После грозы», «Долина смерти».
Влітку 1987 року письменник і поет разом з тисячами його співвітчизників брав участь у московських акціях кримських татар, був одним з їх організаторів, виступав з промовами; головним лозунгом акцій було: «Демократія і гласність — і для кримських татар».
Через декілька місяців письменник став одним з організаторів Таманського походу кримських татар, метою якого було привернення уваги світової громадськості до проблеми кримських татар. 15 жовтня 1987 року у газеті «Правда Востока» вийшла стаття, яка засуджувала піший марш з Тамані до Сімферополя, в якому взяли участь 163 людини. Одним із організаторів цього походу був названий член Спілки письменників СРСР Сейтумер Емін. Після цієї публікації почалося таврування учасників кримськотатарського національного руху, серед яких був і Сейтумер Емін.
Наприкінці 1990-х у Криму видали роман Сейтумера Еміна «Сенинъ йылдызынъ» («Твоя зірка»). Доля головного персонажа твору в багатьох рисах перегукується з долею автора. У цю пору твори поета друкувались у газеті «Янъы Дюнья» та часописі «Йылдыз». У 2000 році вийшов збірник віршів кримськотатарською та російською «Сен олмасанъ» («Якщо би не було тебе»). У наступному році за цю книгу Сейтумер Емін був удостоєний Державної премії, а відтак і звання «Заслужений діяч мистецтв України».

### Смерть
Сейтумер Емін пішов з життя 21 березня 2004 року у 82-річному віці й був похований далеко від Криму в Новоросійську.

## Вибрана бібліографія

### Збірки віршів і поем
- «Беяз чечеклер» («Білі квіти») – Ташкент, 1968;
- «Атешли куньлер» («Полум'яні роки») − Ташкент, 1969;
- «Шиирлер» («Вірші») − газета «Йылдыз», Ташкент, 1983, № 5;
- «Меним сесим» («Мій голос») − Ташкент, 1987;
- «Сен олмасанъ» («Якщо би не було тебе») – газета «Йылдыз», Симферополь, 2001, № 3.

### Повісті
- «Козьлеринде кедер сездим» («Я відчув у твоїх очах тривогу»);
- «Чамлар шувулдагъанда» («Коли шумлять тополі»);
- «Яврумда Салгъырнынъ бою» («На березі Салгіра»);
- «Къар тюбюнде къалгъан топракъ» («Земля, що залишилась під снігом»);
- «Бульбульнинъ эляк олувы» («Загибель солов'я»).

### Оровідання
- «О кузь чечеклерини север эди» («Любов до осінніх квітів») − Ташкент;
- «Хатырлав» («Спогади») − Ташкент;
- «Япалакъ-япалакъ къар ягъа» («Сніг валить і валить») − Ташкент;
- «Мін кимим?» («Хто я?») — газета «Йылдыз», Сімферополь, 1996, № 4.

### Поема
- «Сын Алупки» − Ташкент.

### Роман
- «Сенинъ йылдызынъ» («Твоя зірка») – 1990-ті, Крим[2].

## Пам'ять
Доробок Сейтумера Еміна складає понад 20 книг віршів, перекладів і прози. Деякі твори поета й письменника включені у загальнообов'язкову програму вивчення української літератури для школярів України. У 2010-х на його батьківщині в Албаті йому встановили пам'ятник. В Криму шанують автора, проводять меморіальні заходи, зокрема, в Кримськотатарській бібліотеці імені Ісмаїла Гаспринського (Сімферополь).

### Оцінка творчості
Джелілова Леніяра Шакірівна, кандидат філологічних наук і доцент КІПУ, так написала про творчість Сейтумера Еміна:
 Він відомий своєю яскравою літературною творчістю, незвичним поетичним складом, особливо виразною мовою. С. Емін знаний читачам, і вони люблять його за відвертий стиль розповіді. При цьому поет завжди й незмінно використовує класичні літературні прийоми. Високий художній стиль, традиційні форми вірша С. Еміна, близьке нам за змістом його літературних творів, чуттєвий ліризм межують з «прозою» життя і реалізмом.
Письменник Віктор Ротов у своєму нарисі «И в нём восходят строки...» так написав про поета:
Вони, ці живі учасники великої бійки за життя, ще довго розповідатимуть дітям і внукам своїм про безсмертний ратний подвиг радянського народу, про те, як треба любити свою Батьківщину. Прекрасно це робить і поет Сейтумер Емінов. Розповідає він просто, але схвильовано й пристрасно, з гіркотою і болем згадуючи загиблих друзів, розкриваючи нам красу і чистоту їхніх юних душ, говорить з тривогою про долі і завтрашній день усіх людей на землі. Поруч з суровими рядками про війну, загибеллю товаришів є у віршах Емінова ніжність і добра посмішка. І може, не випадково, що мужня і добра людина, чудовий поет поселився в Новоросійську, сонячному місті — герої. Колеги — письменники називають Сейтумера Гафаровича поетом-філософом. І це так. 